# Rizzini
La Rizzini è una fabbrica italiana di fucili ideati per la pratica venatoria e sportiva. Ha la propria sede a Marcheno (Brescia). Le armi Rizzini sono esportate in tutto il mondo.

## Storia
La ditta Rizzini venne fondata nel 1966 da Battista Rizzini, che ancora oggi la dirige con la collaborazione dei suoi tre figli, aspetto che garantisce il rispetto della antica tradizione artigianale della Valtrompia, pur se i continui investimenti hanno trasformato nel tempo la Rizzini in una consistente realtà industriale.

## Produzione
Fin dalla fondazione Rizzini si è dimostrata estremamente versatile, iniziando la produzione di fucili ideati per rispondere alle esigenze espresse dal mondo della caccia e del tiro. Oggi propone sovrapposti, doppiette e combinati ad anima liscia e rigata in piccoli e grandi calibri. La grande capacità di progettare, oltre ai modelli standard, anche armi specifiche su richiesta è sfociata in più occasioni nella creazione di prodotti unici, come nel caso del fucile dedicato alla nave scuola Amerigo Vespucci nel 2019, attualmente all'interno del museo del veliero.
Da anni ha un team di tiratori, che contribuiscono a rendere conosciuto il nome della azienda nelle più importanti manifestazioni mondiali.